# Stenia albicilialis
Stenia albicilialis là một loài bướm đêm trong họ Crambidae.